# 海狼 (遊戲)
《海狼》是即时潜艇模拟游戏，由Spectrum HoloByte 1984年首发于DOS平台。游戏由美国科罗拉多州波德的学生程序员开发。
《电脑游戏世界》1985年的评测称游戏既易于上手又富有策略深度。